# José Quintanilla
José Antonio Quintanilla Escobar (Sonsonate, 29 de outubro de 1947 - 1977) foi um futebolista profissional salvadorenho, que atuava como meio-campista.

## Carreira
José Quintanilla fez parte do elenco da histórica Seleção Salvadorenha de Futebol da Copa do Mundo de 1970 ele atuou em três partidas, e e das Olimpíadas de 1968. 